# 21 Dywizja Górska SS (1 albańska) „Skanderbeg”
21 Dywizja Górska SS (1. albańska) „Skanderbeg” (niem. 21 Waffen-Gebirgs-Division der SS „Skanderbeg”) – kolaboracyjna jednostka wojskowa Waffen-SS złożona z Albańczyków, w czasie II wojny światowej w ramach czystek etnicznych wymordowała tysiące Serbów.

## Historia jednostki
Po ogłoszeniu przez Włochy zawieszenia broni we wrześniu 1943, kontrolę nad Albanią przejęli Niemcy. Reichsführer SS Heinrich Himmler postanowił utworzyć w ramach Waffen-SS kolejną dywizję złożoną z muzułmanów, korzystając z doświadczeń związanych z 13 Dywizją Górską SS „Handschar”. Formowanie jednostki rozpoczęło się 17 kwietnia 1944. Jej patronem został Skanderbeg, albański bohater narodowy z czasów walk z Turkami w XV wieku. Niemcy obiecywali po zakończeniu wojny utworzenie tzw. Wielkiej Albanii, złożonej z właściwej Albanii, Kosowa i zachodniej Macedonii. W akcji werbunkowej współuczestniczył kolaboracyjny Albański Komitet Narodowy, prowadząc odpowiednią propagandę. Zaciąg ochotniczy nie przyniósł jednak spodziewanych rezultatów, gdyż zgłosiło się jedynie ok. 6000 Albańczyków, w tym duża część z Kosowa. 300 żołnierzy pochodzenia albańskiego Niemcy przenieśli z 13 Dywizji Górskiej SS. W rezultacie 21 Dyw.G.SS uzupełniono Albańczykami z różnych formacji policyjnych i SS służących w Albanii i Kosowie. Stan liczebny osiągnął ostatecznie 8500–9000 ludzi. Zdecydowana większość z nich była muzułmanami, ale było też kilkuset albańskich katolików - z Mirdytów. Kadra oficerska i częściowo podoficerska jednostki składała się z Niemców m.in. z 7. Dywizji SS „Prinz Eugen” i Volksdeutschów. Dowódcą jednostki został SS Brigadeführer Josef Fitzthum, a następnie August Schmidhuber.
Szkolenie wojskowe trwało do sierpnia. Początkowo Dywizja pełniła zadania policyjne (ze wsparciem członków albańskiej organizacji nacjonalistycznej Balli Kombëtar), a następnie skierowano ją do walki z komunistyczną partyzantką kierowaną przez Envera Hodżę. Operowała na obszarze Albanii, Kosowa, Czarnogóry i Serbii. W czerwcu działała częściowo w Czarnogórze, a częściowo w Kosowie w rejonie Prisztiny, Peji, Gjakovy i Prizrenu. Szybko zyskała złą sławę za sprawą licznych masakr dokonywanych na serbskiej ludności cywilnej na obszarze Kosowa. We wrześniu działania Dywizji objęły rejon Skopje w zachodniej Macedonii i południowe skrawki Serbii. W ciągu 2 pierwszych miesięcy istnienia zdezerterowało z niej ponad 3 tys. żołnierzy. Została jednak uzupełniona podobną liczbą Niemców z rozbitych oddziałów, a szczególnie marynarzy Kriegsmarine z okrętów, które zostały zatopione przez własne załogi na Adriatyku. Morale żołnierzy ciągle spadało, stąd niemieckie dowództwo uznało ją za nie przedstawiającą większej wartości bojowej, rozwiązując w styczniu 1945. Pozostali żołnierze zgrupowani w Kampfgruppe „Skanderbeg” zostali wkrótce przeniesieni do 7 Ochotniczej Dywizji Górskiej SS „Prinz Eugen”.
Żołnierze 21 Dywizji Górskiej SS „Skanderbeg” nosili mundury wojsk górskich Waffen-SS. Na ramieniu mieli dodatkowo tarczę w kolorze czerwonym z dwugłowym czarnym orłem, herbem Albanii i napisem „SKANDERBEG”, a nad mankietem opaskę z nazwą dywizji. Na prawej patce kołnierza występował wizerunek hełmu Skanderbega. Część żołnierzy nosiła na głowie tradycyjne albańskie czapki w białym kolorze. Niemcy po pewnym czasie wymienili je na czapki w takim samym stylu, ale w kolorze szarym z trupią główką na przedzie.

## Dowódcy
- SS-Brigadeführer Josef Fitzthum (kwiecień 1944 - 1 maja 1944)
- SS-Oberführer August Schmidthuber (1 maja 1944 - styczeń 1945)

## Podporządkowanie
- Waffen Gebirgsjäger SS 50
- Waffen Gebirgsjäger SS 51
- 21 Pułk Artylerii Waffen Gebirgs
- 21 Batalion Rozpoznawczy SS
- 21 Batalion Panzerjäger SS
- 21 Batalion Pionierski SS Gebirgs
- SS Versorgungs Battalion 21
- 21 Batalion Sygnalizacyjny SS
- 21 Batalion Medyczny SS